# Meadow Lane
Meadow Lane är en fotbollsarena i stadsdelen West Bridgford i Nottingham. Arenan har plats för cirka 20 000 åskådare och är, alltsedan invigningen 1910, Notts County FC:s hemmaarena. Nottingham R.F.C. är en rugbyklubb som också spelar sina matcher här.

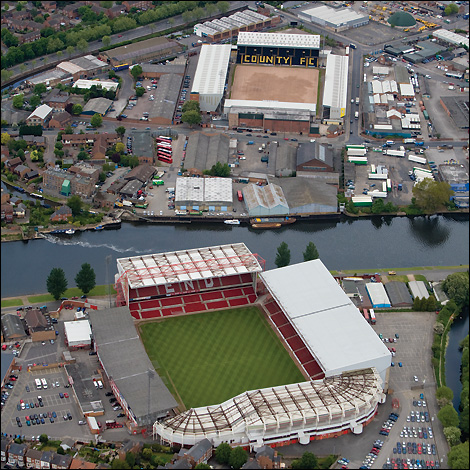
Meadow Lane (överst) och City Ground.

Meadow Lane ligger endast 275 meter från fotbollsarenan City Ground, Nottingham Forests hemmaarena. De två arenorna är de två närmaste arenorna i England.